# Пешмерга

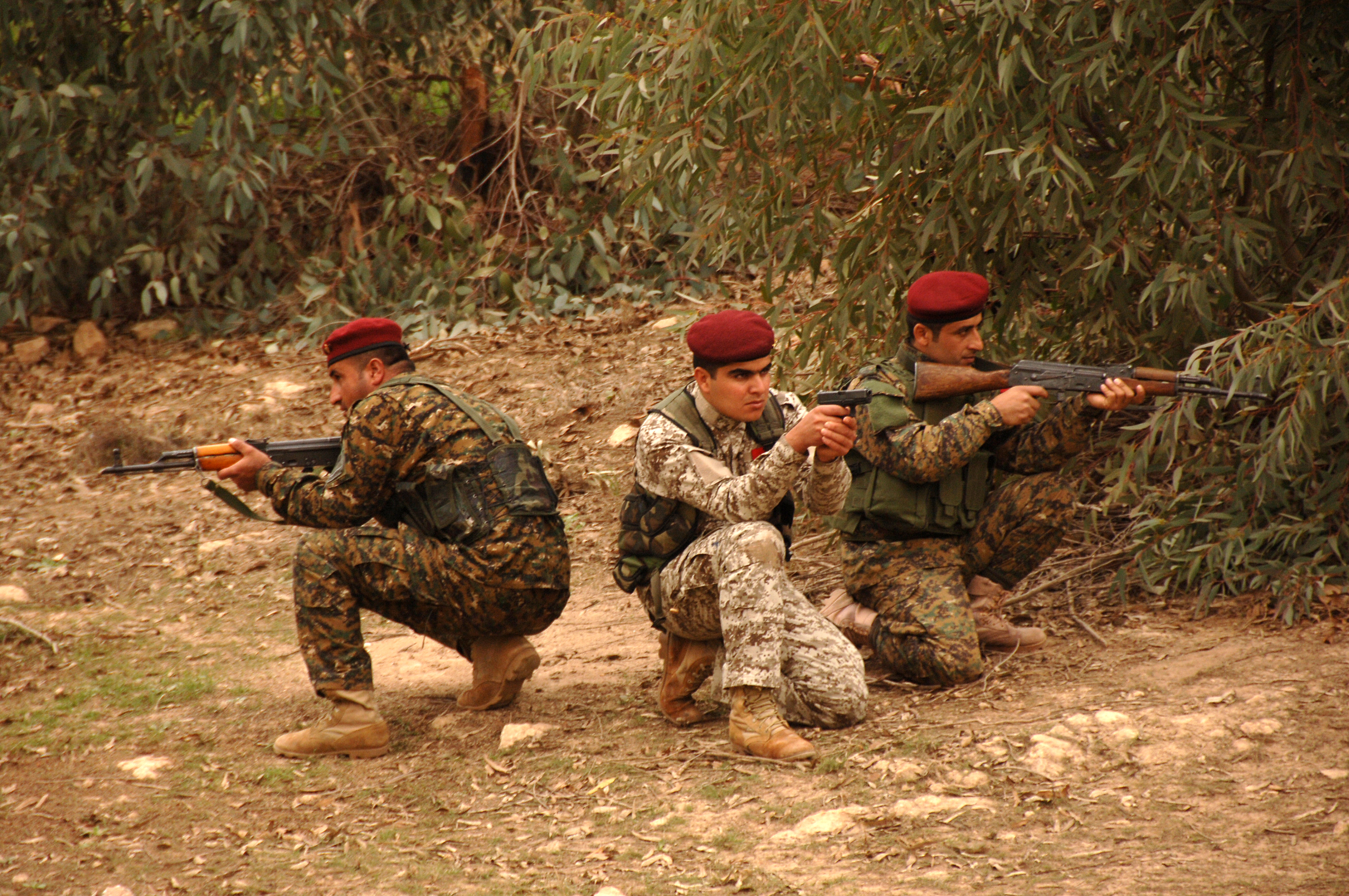
Военнослужащие Пешмерга, Мосул, 2010 год

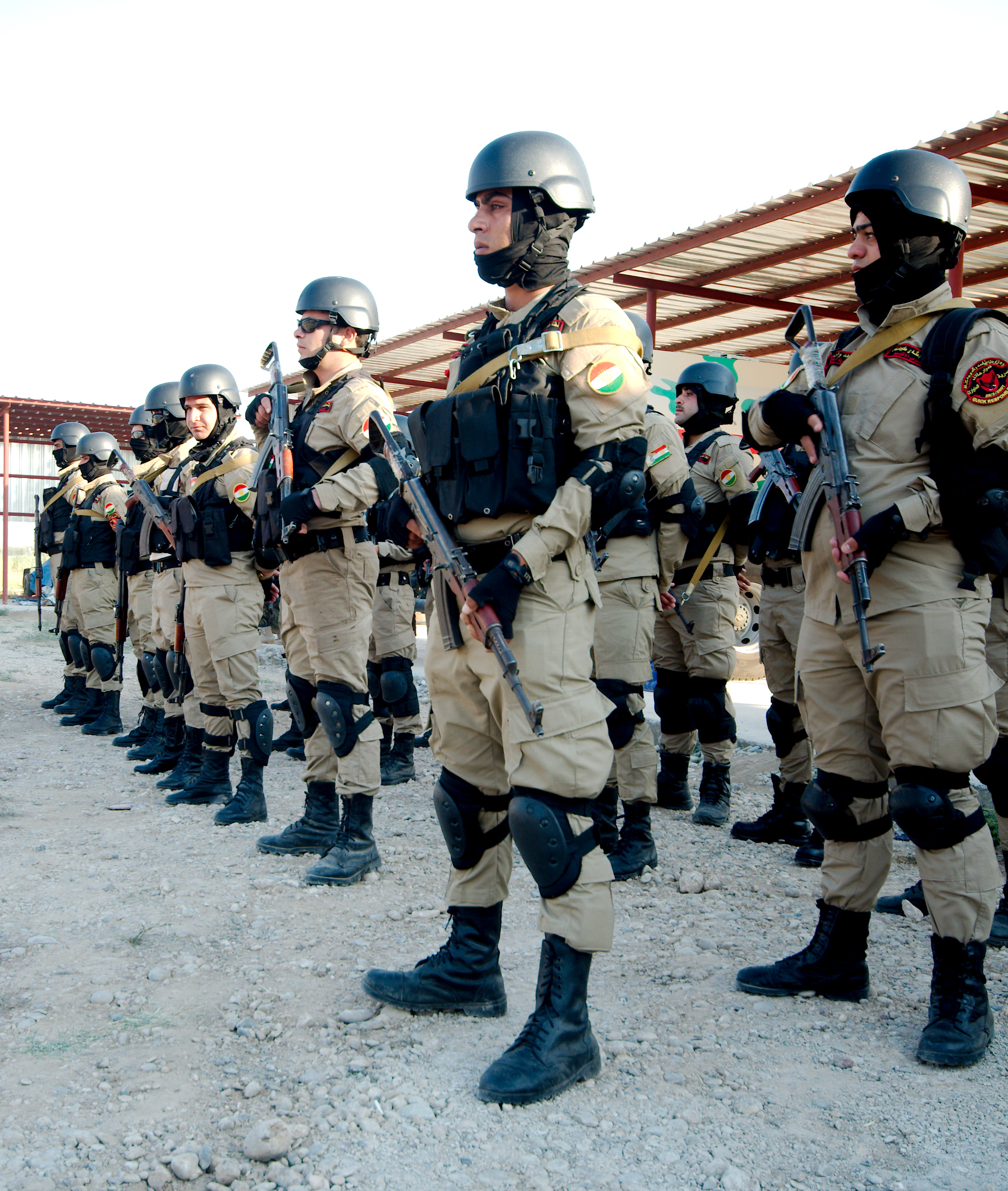
Военнослужащие формирования специального назначения Пешмерга, Сирия, 23 июня 2014 года

Вооружённые си́лы Пешмерга́ (курд. پێشمەرگە; «те, кто смотрит смерти в лицо») — государственная военная организация Региона Курдистан, предназначенная для защиты свободы, автономности и территориальной целостности автономной республики в составе Ирака.
Как и Сирийские демократические силы, Пешмерга придерживаются светскости, интернационализму и гендерному равенству: в рядах Пешмерга до 10 тысяч езидов, приблизительно 4 тысячи ассирийцев, 2 тысячи арабов, несколько тысяч туркоман и солдат-женщин. Различные женские бригады занимаются как и материально-техническим обеспечением и управлением, так и активно участвуют в боевых действиях на передовой. 

## История
Пешмерга появились в Курдистане с появлением курдского движения за независимость Курдистана с 1890-х годов. Сильный толчок в развитии получили в начале 1920-х, после развала Османской империи.
Название возникло в середине XX века как курдский эквивалент ирано-арабскому понятию «фидаи», которым называли воинов, посвятивших себя борьбе за высокую идею (первоначально — за веру). Само слово ввёл курдский писатель, поэт и политический деятель Ибрагим Ахмед.
Во время Сентябрьского восстания в 1961—1975 годах отряды Пешмерга, численность которых за время восстания выросла примерно до 15 тыс. человек, стали походить на регулярные армейские формирования, — бойцы были одеты в единообразную защитную форму, получали жалование, были сведены в «дивизии» (фактически бригады), батальоны, роты, взводы и отделения. Для поступления на службу в пешмерга необходимо было пройти серьёзный отбор, — не брали женщин и подростков до 18 лет. Основным оружием пешмерга в 1960-х годах были чешские довоенные винтовки «Брно-17» (модификация германской винтовки). Постепенно их вытеснили советские АК и АКМ, в том числе и их низкокачественные, но дешевые китайские модификации. Вскоре после начала Сентябрьского восстания — в 1963 году — появились миномёты (в том числе тяжёлые). Появилась и другая артиллерия, так что Мустафа Барзани даже организовал особые артиллерийские курсы.
Пешмерга воевали на стороне ВС США и коалиции на северном фронте во время войны 2003 года в Ираке.
В течение последующих лет Пешмерга играет жизненно важную роль в обеспечении безопасности в Курдистане и других частях Ирака. Пешмерга также были развернуты в Багдаде и Аль-Анбар для антитеррористических операций. В частности Пешмерга одна из сторон, активно ведущих войну против ИГ.

#### Военные действия
- Османская Империя 1914—1918 гг. (см. Кавказский фронт (Первая мировая война));
- Иран 1946 гг. (см. Война за Республику Курдистан);
- Ирак 1961—1970 гг. (см. Первая курдско-иракская война);
- Ирак 1974—1975 гг. (см. Вторая курдско-иракская война);
- Ирак, Иран 1980—1988 гг. (см. Ирано-иракская война);
- Ирак 1991 г. (см. Война в Персидском заливе);
- Ирак 1994—1997 гг. (см. Гражданская война в Курдистане);
- Ирак 2003—2007 гг. (см. Вторжение коалиционных сил в Ирак (2003));
- Ирак 2007 г. — н. в. (см. Война с террором);

## Современность
Курдистану разрешено иметь собственные вооружённые силы и иракская армия федерального правительства ограничена в передвижении по территории Курдистана.
В настоящее время существует 12 объединенных пехотных батальонов, каждый из которых насчитывает около 3—5 тыс. военнослужащих. Имеется также несколько батальонов сил специального назначения, тяжёлой артиллерии, сформированы штабы и аппарат министерства, а также другие вспомогательные подразделения, общей численностью около 120 000 военнослужащих. Амбициозная программа министерства на ближайшие пять лет подразумевает увеличение количества пехотных батальонов с 12 до 20, то есть до 90 тысяч человек непосредственно под ружьем и 30 тысяч резервистов. В связи с этим пешмерга будет насчитывать около 200 000—300 000 военнослужащих.

#### Вооружение и военная техника
Пешмерга в основном использует старое оружие, которое осталось от СССР. Это относится и к бронетанковой технике, артиллерии и пулемётам типа ДШК и так далее. Исключением являются несколько тысяч винтовок G36 и G3 фирмы Heckler & Koch, поставленных Германией, но основное стрелковое вооружение — автоматы Калашникова (АК-47, АКМ и АК74). В последние годы Пешмерга повышал свою мощь с помощью поставок американской техники и захвата у противника боевых машин (Т-72, Т-55). На вооружении Пешмерги появились и более современные американские и российские системы, в том числе M16, M82, джипы, SA-16 и SA-18.

## Галерея

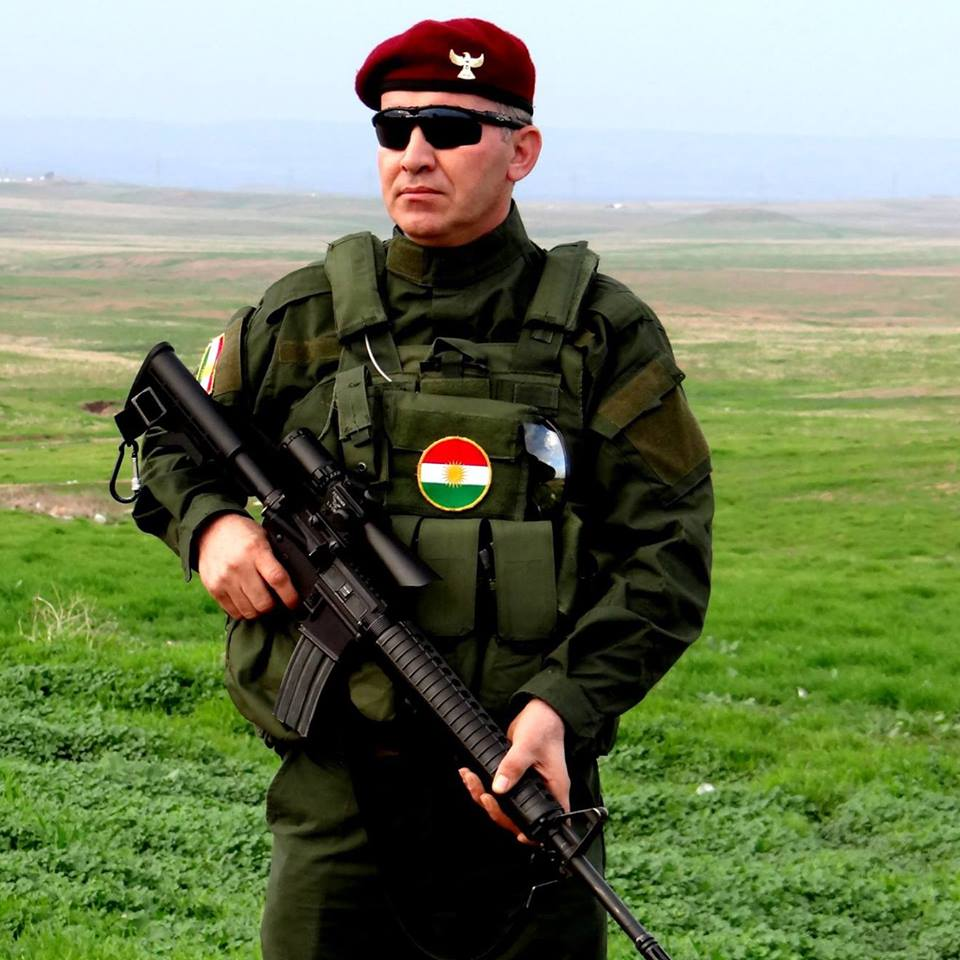
Военнослужащий Пешмерга с М16
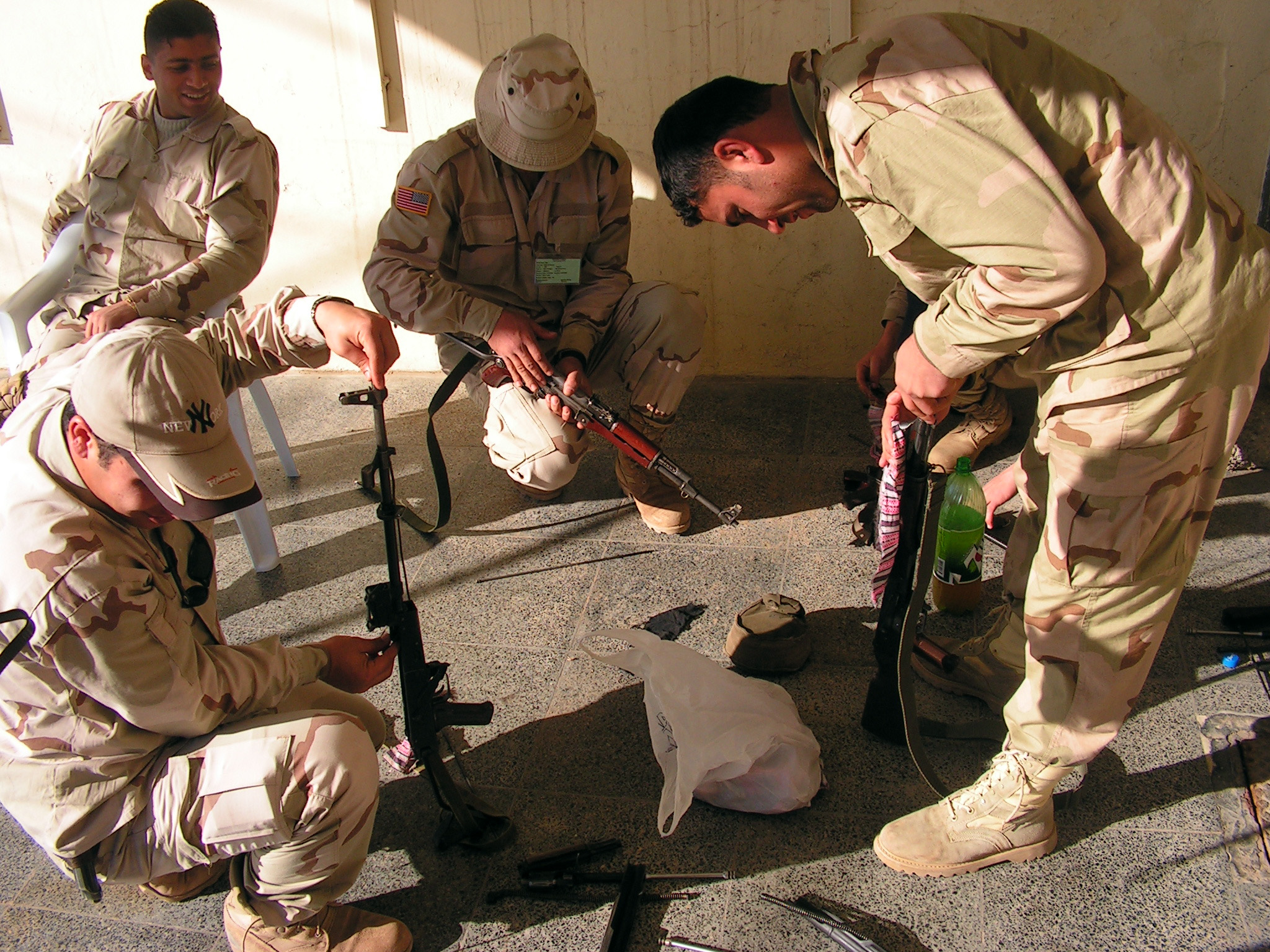
Военнослужащий инструктор ВС США и военнослужащие Пешмерга, 2005 год
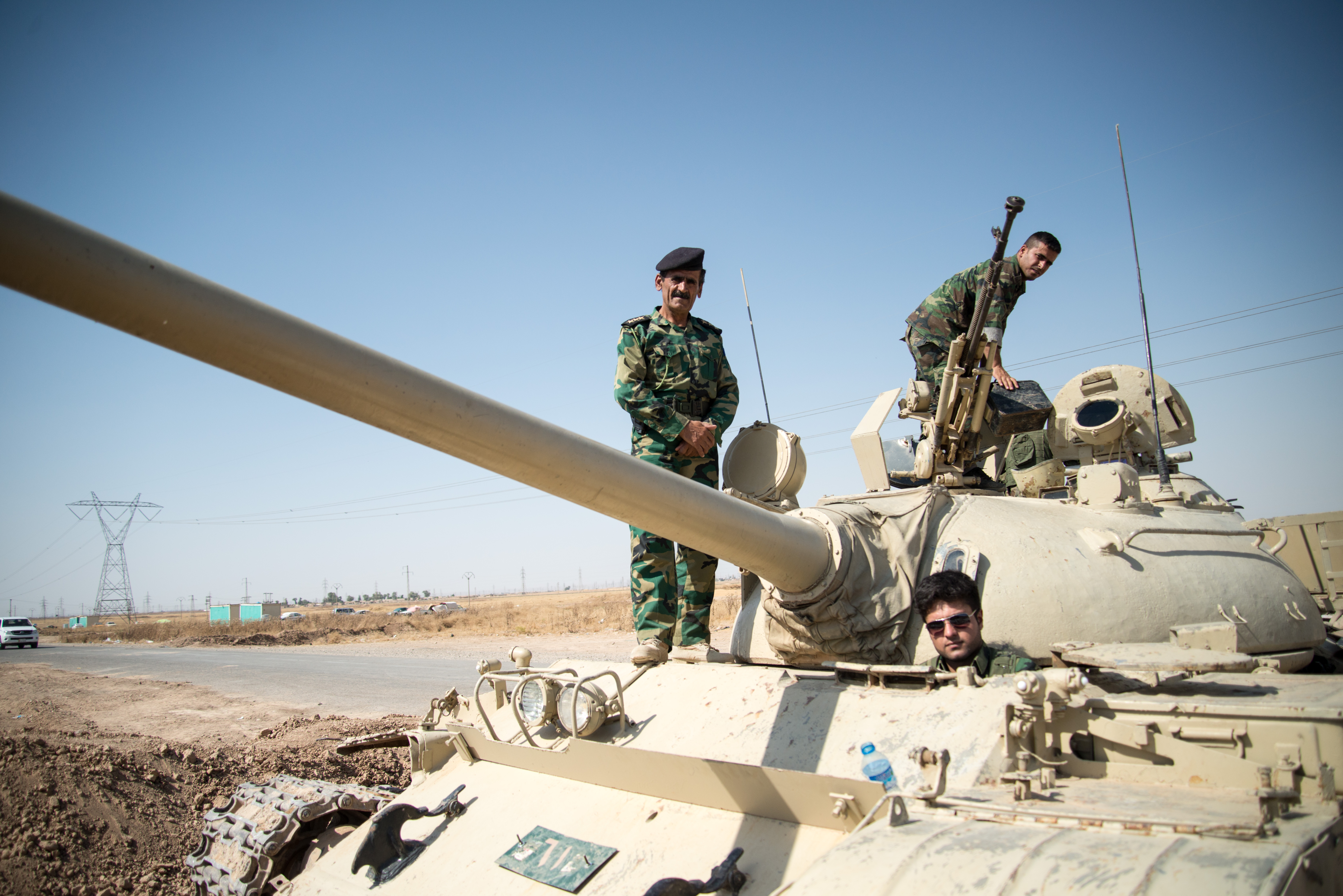
Т-55 Пешмерга, Киркук, июнь 2014 года
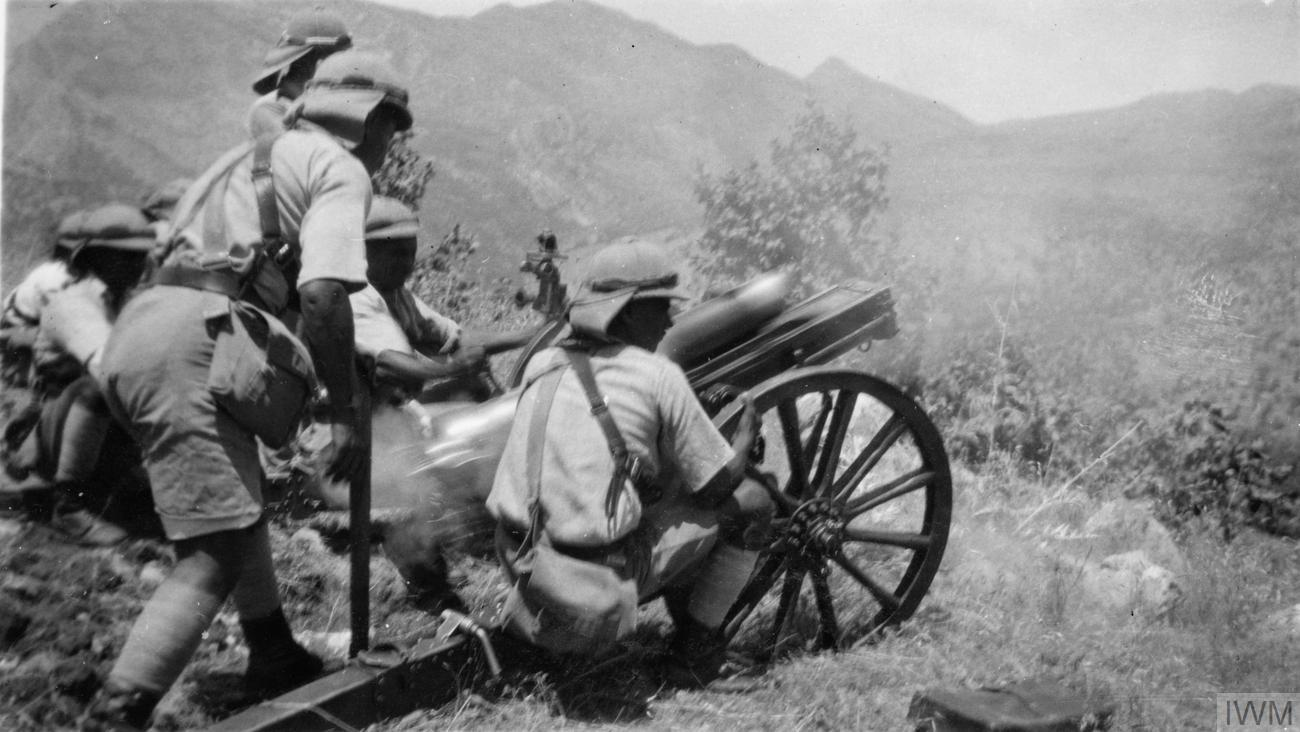
Войска Королевства Курдистан, июнь 1932 года